# Pietraporzio
Pietraporzio – miejscowość i gmina we Włoszech, w regionie Piemont, w prowincji Cuneo.
Według danych na rok 2004 gminę zamieszkiwało 115 osób, 2,1 os./km².